# Les Vacances de monsieur Hulot
Les Vacances de monsieur Hulot is een komische film van Jacques Tati uit 1953.
In deze film speelt Tati voor het eerst het personage Monsieur Hulot: een lange slungelige man, excentriek maar goedbedoelend, met een pijp, paraplu, flaphoedje, vlinderdas en te korte broek. Hulot is een ouderwetse man die niets begrijpt van de wereld om zich heen. Hij bedoelt alles goed, maar door zijn onhandigheid stuurt hij alles in de war. Tati zou Hulot in al zijn latere films spelen en Hulot zou uitgroeien tot een van de grootste iconen uit de komische cinema.
Met deze komedie wilde Tati kritiek leveren op de decadentie van de bourgeoisie. De film groeide uit tot Tati's meest succesvolle en meest geprezen film. Tal van scènes - de tennispartij, de kano die in een krokodil verandert en het diner in het hotel - werden legendarisch.
De film is op locaties in het Franse Saint-Marc-sur-Mer (Loire-Atlantique) opgenomen en heeft een zwart-witfotografie. De filmmuziek is van Alain Romans. Het hotel, hôtel de la Plage, bestaat nog steeds en gelijkt nog sterk op het oorspronkelijke uit de film. Het strand voor de deur is nagenoeg ongewijzigd. In de kamers van het hotel hangen foto's van het oude gebouw.
In deze film gaat Tati met zijn maatschappijkritiek en filmstijl een hele stap verder dan in zijn vorige films. Tati laat duidelijk een fascinatie zien voor mensenmassa's, de dialogen worden minder, het verhaal abstracter, de geluidseffecten prominenter en de close-ups zijn al verdwenen. Door het minimum aan dialoog moet de film het hebben van situaties en mimiek, waardoor hij een beetje Engels aandoet.
Tati bewerkte de film in 1963, waarbij onder andere de oorspronkelijke muziek werd vervangen door een jazz-versie. In 1978 keerde hij terug naar Saint-Marc-sur-Mer om, beïnvloed door Jaws (1975), een paniekscène op het strand op te nemen, die aan de kano-scène werd toegevoegd. De versie van 1978 is in 2009 gerestaureerd.

## Plot
In Les Vacances de monsieur Hulot gaat Hulot in zijn vooroorlogse cyclecar op vakantie naar een badplaats. Het hotel waarin hij verblijft zet hij binnen de kortste keren op stelten.

## Rolverdeling
| Acteur            | Personage         |
| ----------------- | ----------------- |
| Jacques Tati      | Meneer Hulot      |
| Nathalie Pascaud  | Martine           |
| Michele Rolla     | tante van Martine |
| Valentine Camax   | Engelse           |
| Louis Perrault    | meneer Fred       |
| André Dubois      | commandant        |
| Lucien Frégis     | hoteleigenaar     |
| Raymond Carl      | ober              |
| René Lacourt      | slenterende man   |
| Marguerite Gérard | slenterende vrouw |